# Amenemhat V
Amenemhat V of Amenemhet V was een koning van Egypte in de 13e dynastie van de Egyptische oudheid. Zijn eerste naam betekent: "Amon is bij zijn hoofd!", zijn tweede naam: "Machtig is de ka van Re!"

## Biografie
Deze Amenemhat, ook wel op verschillende monumenten als Amenemhat-Senebef aangeduid, zou dezelfde farao zijn die als Sekhemkare in de Turijnse koningslijst staat. Er is een probleem met identiteit, er is zowel bekend dat er een Amenemat is en een Amenemhat-Senebef. Volgens Jürgen von Beckerath en Ryholt zijn deze twee één persoon. Bewijzen van deze farao zijn de Nijlvloed geschriften en een beeld gevonden te Elephantine. Steenblokken met inscripties uit Tod. Een zegel en een scarabee en inscripties Semna en Aksut. De koning regeerde ongeveer drie jaar.